# Puzieux, Moselle
Puzieux är en kommun i departementet Moselle i regionen Grand Est (tidigare regionen Lorraine) i nordöstra Frankrike. Kommunen ligger i kantonen Delme som tillhör arrondissementet Château-Salins. År 2022 hade Puzieux 168 invånare.

## Befolkningsutveckling
Antalet invånare i kommunen Puzieux
| Referens: INSEE |